# Hanny Lightfoot-Klein
Hanny Lightfoot-Klein (* 12. Februar 1927 in Hamburg) ist eine US-amerikanische Menschenrechtsaktivistin, Expertin zum Thema Genitalverstümmelung, Sexualwissenschaftlerin und Schriftstellerin.

## Leben
1938 emigierte die jüdische Familie Lightfoot-Kleins in die Vereinigten Staaten von Amerika.
Nach dem Master-Studium der Sozialpsychologie an der American University in Washington, DC, heiratete Lightfoot-Klein, bekam zwei Kinder und war zunächst als Englischlehrerin an einer Secondary School in der New Yorker Bronx tätig. Später arbeitete sie als Familienberaterin und Dozentin. Bereits früh engagierte sie sich aktiv gegen den Vietnamkrieg.
1979 erfuhr sie während einer Reise im Sudan zum ersten Mal von der Praxis der weiblichen Genitalverstümmelung. Es folgten mehrjährige Forschungsaufenthalte in Ägypten, Kenia und dem Sudan. In dieser Zeit der teilnehmenden Beobachtung interviewte sie mehr als 400 Personen zu ihren Erfahrungen mit dieser Problematik. 1989 erschien ihr erstes Buch zu diesem Thema "Prisoners of Ritual", 1992 als "Das grausame Ritual" erstmals auf Deutsch veröffentlicht. Lightfoot-Klein war weltweit unter den ersten, die mit dieser Problematik an die Öffentlichkeit gingen. Aufgrund ihrer hohen Expertise war sie eine viel gefragte Referentin in den USA, Europa und Asien auf internationalen Kongressen und Meetings und Interviewpartnerin zum Thema Genitalverstümmelung. 2003 thematisierte sie in ihrem Buch "Der Beschneidungsskandal" Manipulationen an den Genitalien weiblicher, männlicher und intersexueller Menschen.
Ihre Expertise auf den Gebieten weibliche Genitalverstümmelung, Ehrenmorde, Zwangsehen, Vergewaltigung bzw. Formen sexualisierter Gewalt stellte sie bis ins hohe Alter sehr erfolgreich u. a. in Hearings afrikanischer Asylsuchender in den USA und Großbritannien zu Verfügung.
Lightfoot-Klein lebt im Ruhestand in Oregon, USA.

## Werke (Auswahl)
- Prisoners of Ritual: An Odyssey into Female Genital Circumcision in Africa (1989) ISBN 0-918393-68-X
- Das grausame Ritual. Sexuelle Verstümmelung afrikanischer Frauen (1992) ISBN 3-596-10993-0
- A Woman's Odyssey into Africa: Tracks Across a Life (1992) ISBN 978-1-878411-21-1
- Odyssee einer Frau in Afrika (1995) ISBN 978-3-596-12324-7
- Secret Wounds (2002) ISBN 1-4033-9699-X, wiederveröffentlicht unter dem Titel Children's Genitals Under the Knife: Cultural Imperatives, Secrecy, and Shame (2007) ISBN 1-4196-2540-3
- Der Beschneidungsskandal (2003) ISBN 3-936937-02-8
- The Doctor and the Poet. A Love Story (2008) ISBN 978-1-878411-14-3

## Auszeichnungen
- Outstanding Ethnographic Scholarship in Sexology 1991 für Prisoners of Ritual[5]
- Lifetime Achievement Award durch das International Symposium on Human Rights and Modern Society[5]